# Michalina Wasilewska
Pour les articles homonymes, voir Wasilewska.
Michalina Wasilewska (née le 21 décembre 1898 à Varsovie - morte le 3 janvier 2010 idem) est une supercentenaire polonaise, doyenne des Polonais du 3 décembre 2008 au 3 janvier 2010.

## Biographie
Michalina Wasilewska est née dans l'arrondissement de Wola où elle travaillait des longues années en tant que concierge d'école dans un lycée technique. Dès la fin des années 1970 elle habite Wilanów. Son mari avec lequel elle a deux fils et une fille est mort en septembre 1939. Le 1er décembre 2008 après la mort de Ludwika Kosztyła, elle devient la doyenne des Polonais.
Michalina Wasilewska s'est éteinte le 3 janvier 2010 à Varsovie à l'âge de 111 ans et 13 jours.